# Probles crassipes
Probles crassipes là một loài tò vò trong họ Ichneumonidae.